# Ballantynes
J Ballantyne and Company Ltd, handelend onder de naam Ballantynes is een warenhuisexploitant uit Christchurch, in Nieuw-Zeeland. Het werd opgericht in 1854 en is het oudste warenhuis van Nieuw-Zeeland. Ballantynes is lid van de Intercontinental Group of Department Stores. Naast de vlaggenschipwinkel in het centrum van Christchurch exploiteert het bedrijf een winkel in Timaru. Het bedrijf exploiteert in Christchurch ook de Contemporary Lounge, dat op mode voor de jeugd gericht is. 

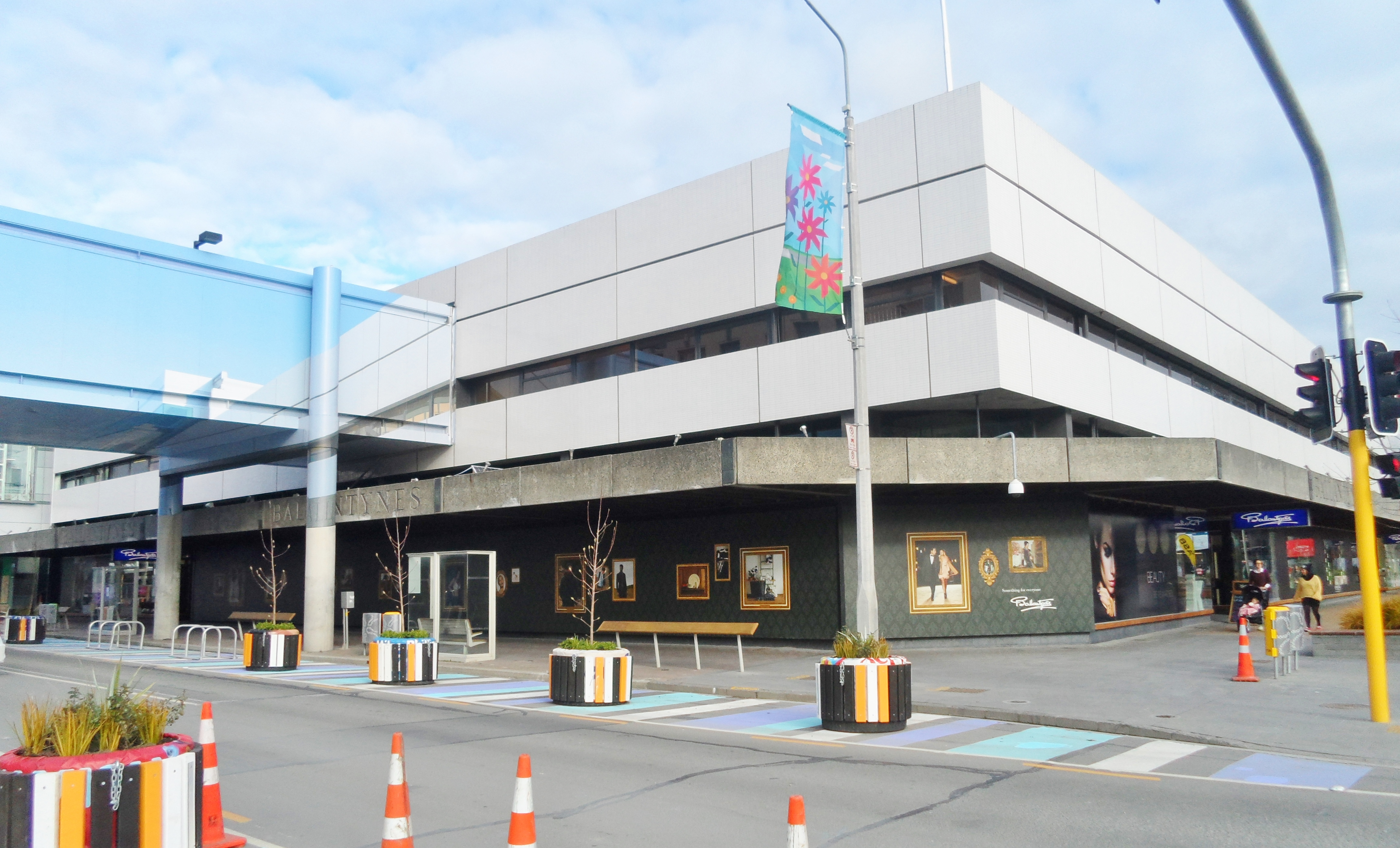
Ballantynes Christchurch op de hoek van de straten Colombo en Cashel

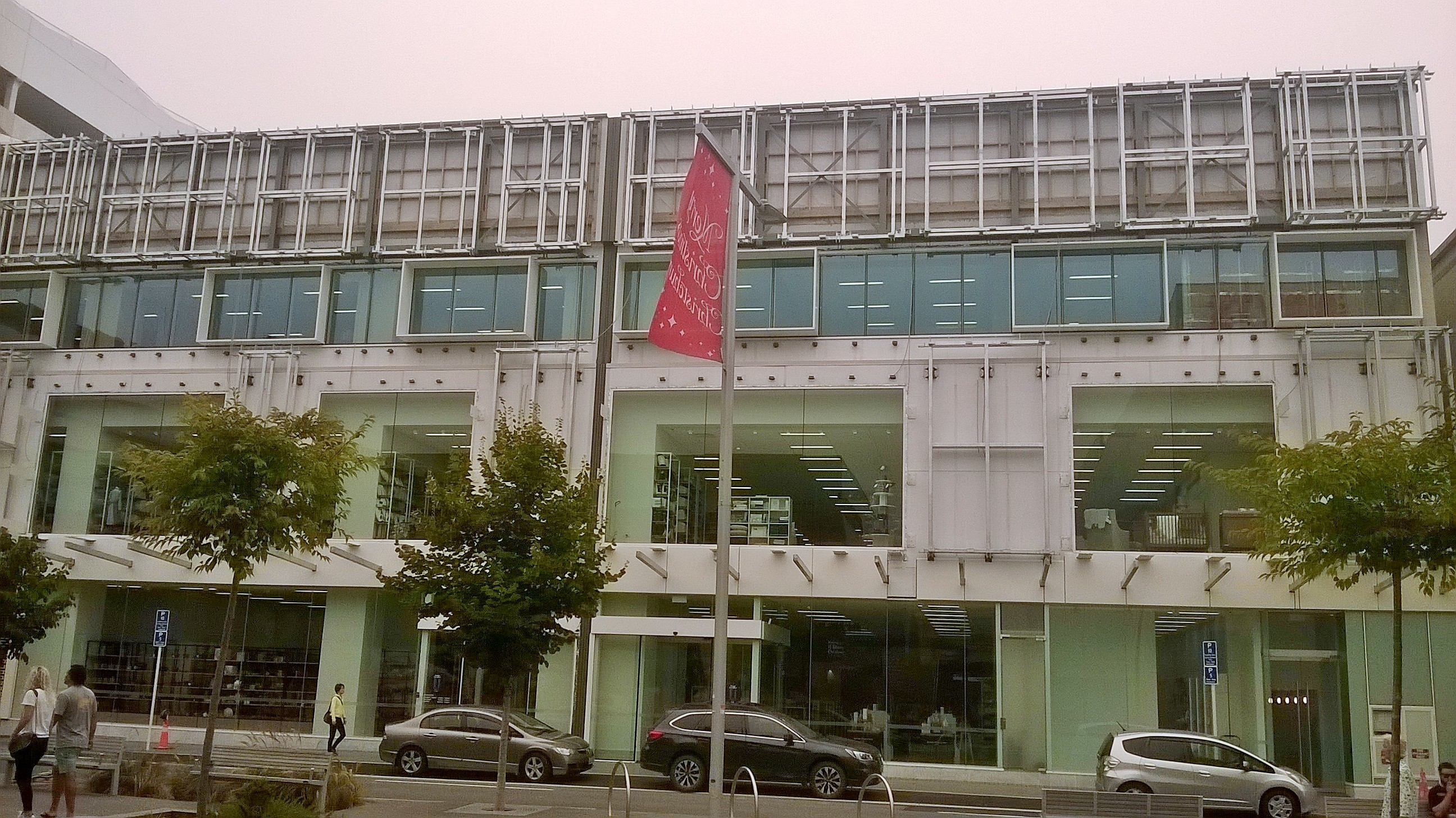
De gedeeltelijk voltooide Ballantynes-uitbreiding van vier niveaus aan 43 Lichfield Street in 2020

## Geschiedenis
Het bedrijf vindt zijn oorsprong in een mode- en textielbedrijf dat in 1854 begon in de voorkamer van een woning aan Cashel Street. Het aantal eigenaren en gebouwen groeide en werd later het Dunstable House genoemd. In 1872 gekocht door John Ballentyne
Het bedrijf werd geëxploiteerd in de vorm van partnerschappen waarbij familieleden van Ballantyne betrokken waren, totdat het in 1920 werd omgevormd tot het bedrijf J. Ballantyne & Co.
Vanaf het bescheiden begin breidde Ballantynes zich verder uit. In 1847 had het warenhuis 80 meter straatwand aan Cashel Street, 50 meter straatwand aan Colombo Street en nog eens 21 m aan Lichfieldstraat in. De uitstekende hoeklocatie besloeg ongeveer een hectare en bevatte zeven samengevoegde gebouwen, waarvan er zes drie of meer hardhouten vloeren hadden die op meerdere niveaus met elkaar waren verbonden door grote doorgangen tussen de gebouwen, zodat personeel en klanten zich vrij door de winkel konden bewegen. Tegen de tijd van de beruchte brand in Ballantynes stond het algemeen bekend als de 'koningin van de warenhuizen' in de stad. De showrooms, paskamers, kunstgalerie en weelderige tearooms waren gericht op de elite van Canterbury. Het bedrijf was eigendom van en werd geleid door twee broers van de Ballantyne-familie.
Tegenwoordig is Ballantynes het laatste lokale warenhuis in Christchurch. Concurrent Arthur Barnett, gevestigd in het voormalige Beaths Department Store Building direct aan de overkant van Colombo Street werd in februari 2006 gesloten. Daarna was een filiaal van Farmers verderop in Colombo Street de dichtstbijzijnde concurrent in de stad. Het filiaal werd in augustus 2012 gesloopt nadat het pand zware schade had opgelopen tijdens de aardbeving.

### 1947 Ballantynes-brand
Op 18 november 1947 werd Ballantynes verwoest door een van de ergste branden in de geschiedenis van Nieuw-Zeeland. Halverwege de middag, bij aanvang van de brand, waren naar schatting 250 à 300 mensen aan het winkelen in Ballantynes, dat 458 medewerkers telde. De brand zou zijn ontstaan in een van de kelders van het Congreves-gebouw. Omstreeks 15.35 uur zag personeelslid Percy Stringer rook uit het trappenhuis naar deze kelder komen. Hij ging kijken, maar toen hij dampen en hete rook tegenkwam, keerde hij terug naar de begane grond. Hij vroeg Edith Drake, een ander personeelslid, om de brandweer en directie te waarschuwen voor een ‘kelderbrand’. Hoewel het personeel later bevestigde dat ze getuige waren geweest van een eerdere oproep, was de oproep van Boon om 15.46 uur de eerste oproep van de brigade. De vertraging van tien minuten bij het plaatsen van de oproep, of bij de reactie van de brigade, droeg bij aan de tragische gebeurtenissen die volgden. Toen de brandweer om  15.48 uur arriveerde was de brand door alle horizontale en verticale ventilatieopeningen en openingen al volledig uit de hand gelopen.
Op zondag 23 november werd een burgerlijke begrafenis gehouden voor de slachtoffers. Ongeveer 800 familie en vrienden vulden de kathedraal van Christchurch voor de kerkdienst. De begrafenisstoet duurde zo lang dat tegen de tijd dat de laatste auto het plein verliet, de eerste al ruim vier uur op de Ruru Lawn Cemetery in Bromley was aangekomen, een afstand van 4 km. Langs de route van de stoet stonden mensen langs de straten en ongeveer 10.000 mensen woonden de dienst bij het graf bij.
Een onderzoekscommissie naar de brand vond dat zowel Ballantynes als de brandweer verantwoordelijk waren voor het grote verlies aan mensenlevens. Ballantynes accepteerde zijn deel van de verantwoordelijkheid, maar andere bedrijven zouden waarschijnlijk net zo onvoorbereid zijn geweest. De aanbevelingen van de commissie bleken een katalysator voor verandering 'in de manier waarop openbare gebouwen personeel en klanten beschermden, en in het bestuur van de brandweer'. Toen Ballantynes in 1948 op dezelfde locatie in een tijdelijk pand werd heropend , waren er brandalarmen geïnstalleerd en werd er instructies over veiligheid aan het personeel uitgereikt. 

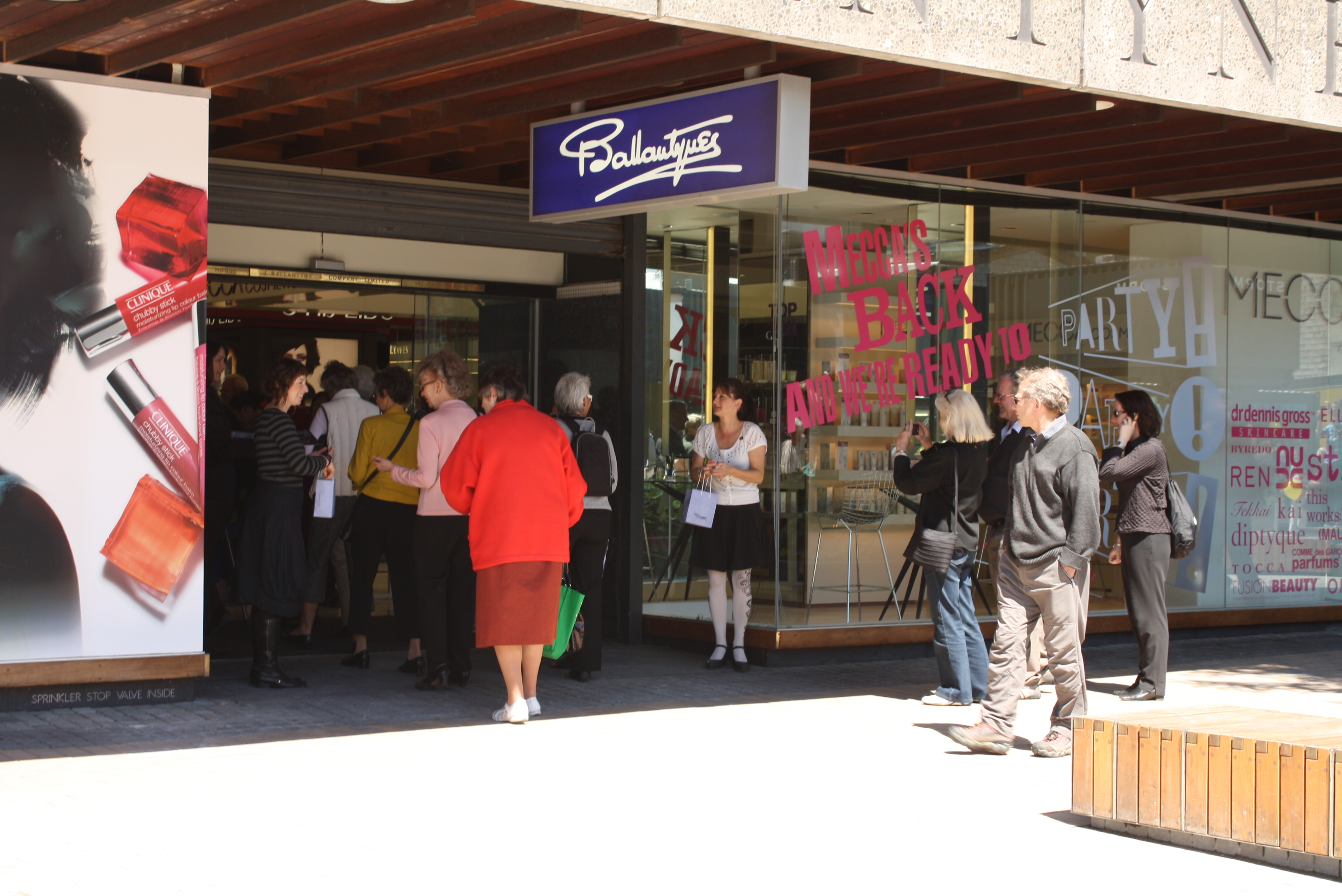
Winkelend publiek bij Ballantynes tijdens het heropeningsweekend van City Mall

### Aardbevingen in Canterbury
De winkel in Christchurch was acht maanden gesloten na de aardbeving van februari 2011. Vóór 22 februari 2011 had het bedrijf ongeveer 395 medewerkers in dienst in de drie winkels, waarvan ongeveer 300 in de City Mall-winkel. De relatief moderne constructie en de geringe hoogte, slechts twee verdiepingen, zorgden ervoor dat het een van de weinige centrumgebouwen was dat relatief onbeschadigd bleef tijdens de tweede aardbeving. De filialen in Timaru, op de luchthaven en de online winkel bleven open. De Christchurch-winkel in de City Mall was de eerste grote detailhandelaar in het centrum die op 29 november 2012 heropende. 

## Winkels

### Christchurch

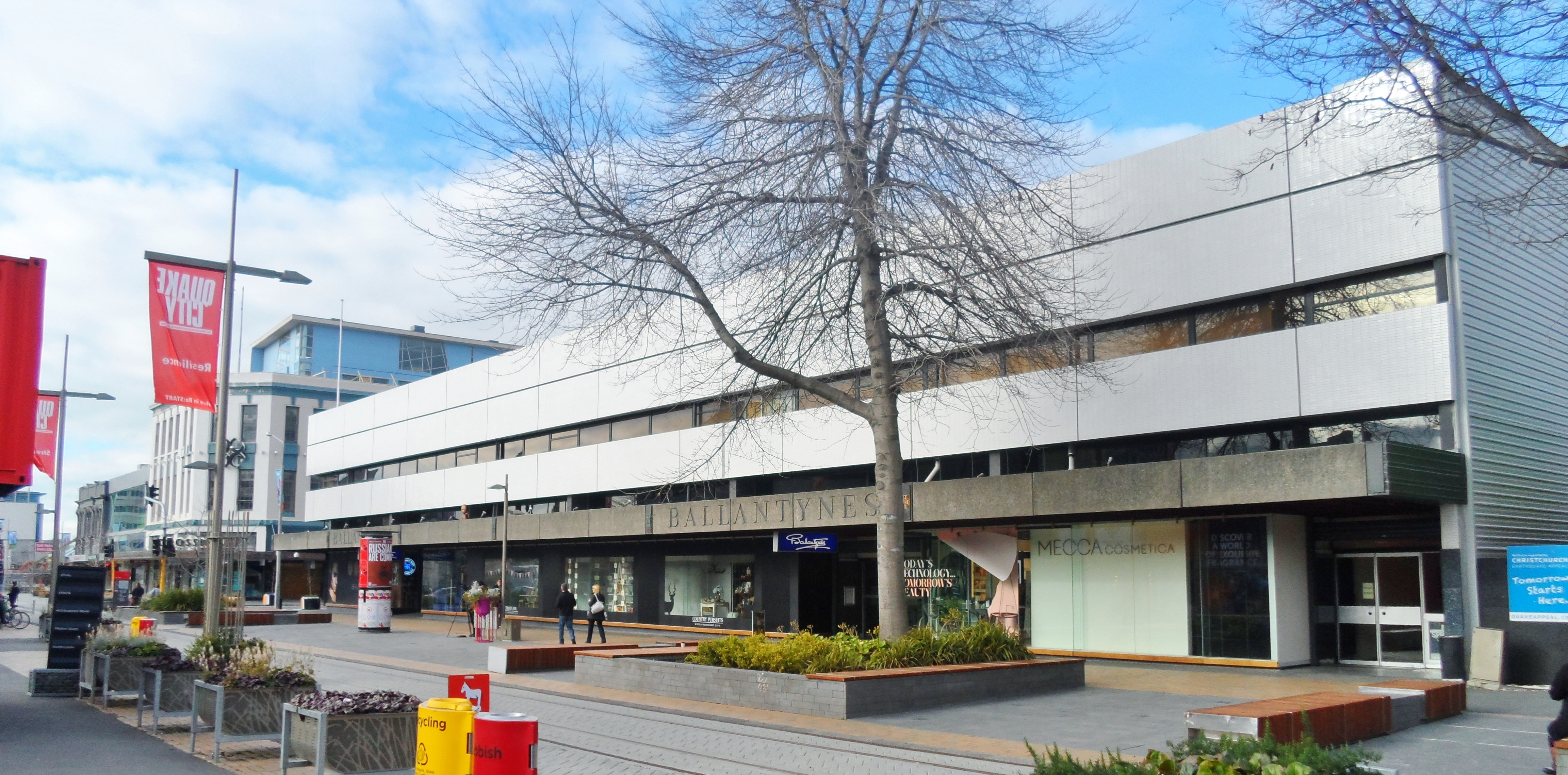
Ballantynes Christchurch aan Cashel Street

De winkel in Christchurch is een middelgroot warenhuis in de City Mall, op de hoek van Colombo en Cashel Street. De winkel is ontworpen door Warren en Mahoney.
De huidige afdelingen omvatten cosmetica, herenmode, herenondergoed, reisartikelen en bagage, accessoires, voorraadkast, bloemisterij, briefpapier en een uitgebreide afdeling huishoudelijke artikelen en interieur. 
Het Fashion Atrium, damesmode, lingerie en damesschoenen bevinden zich op de eerste verdieping. In het souterrain bevinden zich onder ander de kinderkledingafdeling, een kapsalon en een schoonheidssalon.
Tegen de tijd dat de winkel in november 2012 heropend werd, was de cosmeticahal geheel vernieuwd. De hal is de grootste en meest uitgebreide cosmetica-afdeling van het Zuidereiland .

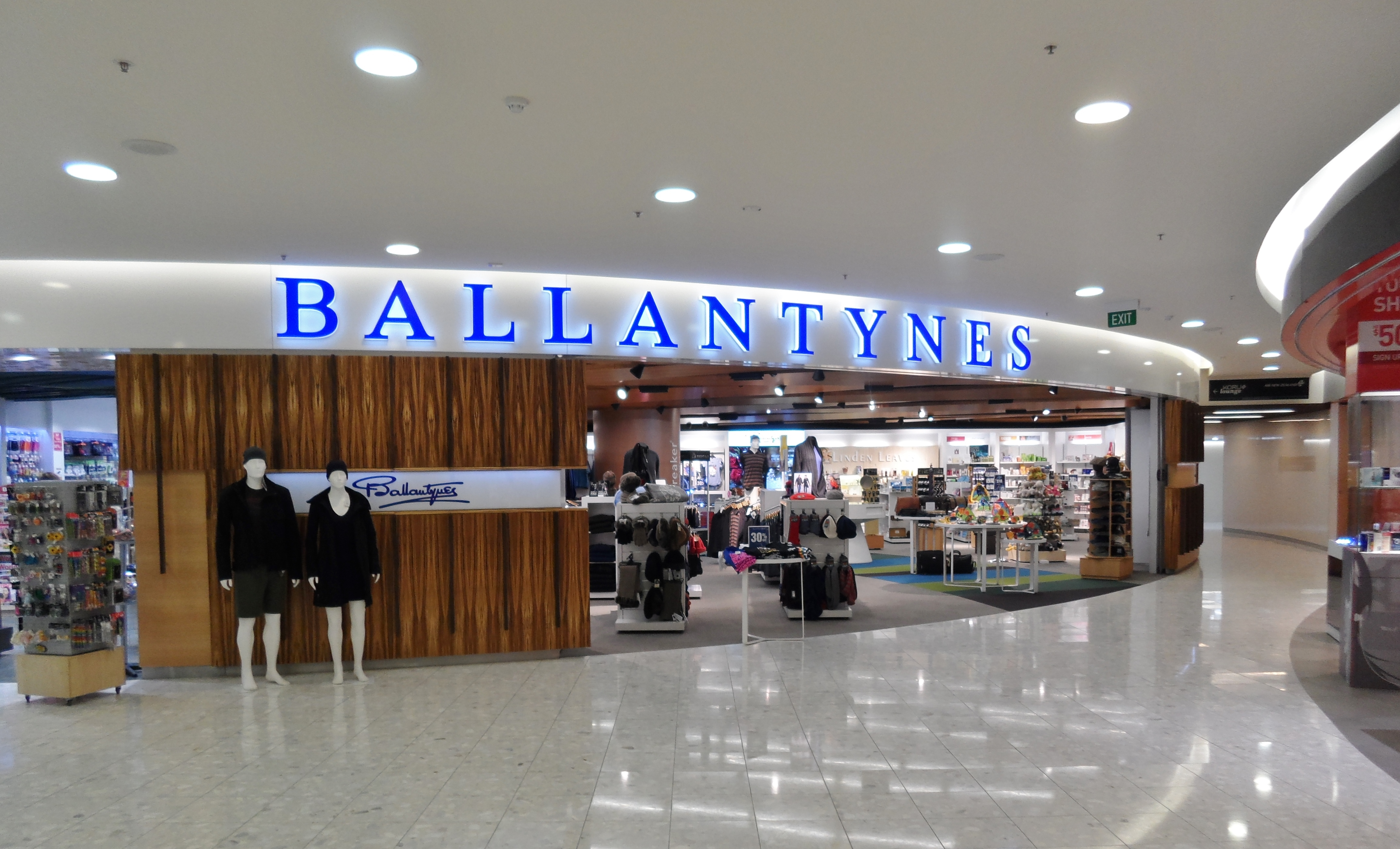
Ballantynes op de internationale luchthaven van Christchurch

### Andere filialen

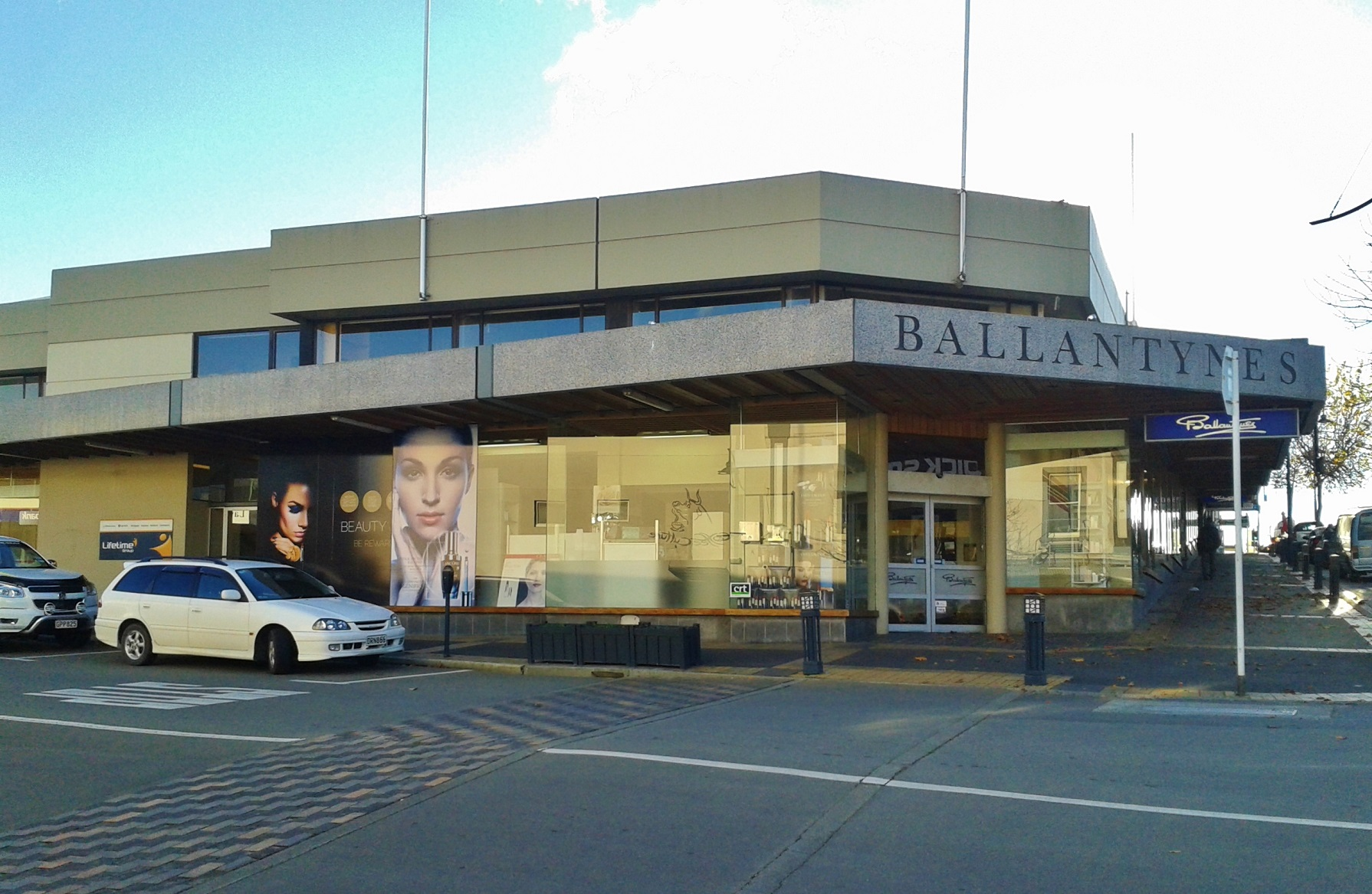
Ballantynes Timaru

In 1883 werd een filiaal in Timaru geopend in 1883. In 1913 verhuisde het warenhuis naar de huidige locatie. Het huidige pand dateert uit 1986. Anno 2023 heeft de vestiging in Timaru vrijwel alle afdelingen zoals in de  vlaggenschipwinkel, maar dan met een kleiner assortiment. In het filiaal bevindt zich de horecavoorziening JB's Café.
In 1950 werd op Christchurch Airport een filiaal geopend, het eerste in zijn soort in Nieuw-Zeeland. De winkel werd in 2019  gesloten. In 1988 werd een winkel in het Chateau Regency hotel, die na enige tijd weer gesloten werd. 
Ballantynes werkte samen met het Britse merk Seasalt Cornwall om in augustus 2023 een winkel te openen in het Milford Centre in Auckland. In oktober 2023 kondigden ze de opening aan van een Ballantynes Select-winkel in Invercargill.

### Contemparary Lounge
Contemporary Lounge is een op jongeren gerichte modewinkel met lokale en internationale ontwerpers. De grote winkel was een van de oorspronkelijke huurders in het winkelcomplex uit scheepscontainers Re:START. De grote Contemporary Lounge werd geopend in oktober 2011 en bevond zich naast de winkel in Christchurch, aan de overkant van Cashel Street. In april 2013 keerde de Contemporary Lounge terug naar 663 Colombo Street op de eerste verdieping van Ballantynes.